# 八仙樂園彩色派對火災
八仙樂園彩色派對火災，指2015年6月27日20時32分，位於台灣新北市八里區八仙樂園裡抽乾水的游泳池內舉辦的「彩粉」派對因粉塵燃燒引發時長40秒的火災，即時燒燙傷499人，其中燒燙傷面積80%以上計41人，面積40－80%計240人。
活動負責人被刑事起訴，獲判刑五年。派對所在的游泳池屬「快樂大堡礁」園區，事後被揭發為理應被取締的違法建築；在未能申請遊樂設施執照的情況下一直違法經營；而且該地乃國有土地，契約禁止轉租，被國有財產署收回土地。

## 背景

### 負責人經商背景

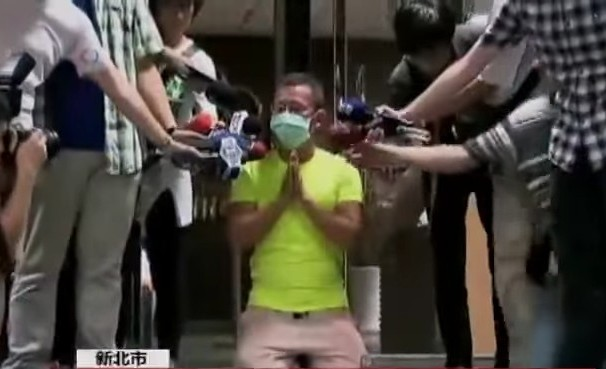
火災翌日，在火災裡毫髮無傷的呂忠吉雙手合十下跪，此火災最代表性的新聞照

彩色派對由「玩色創意國際有限公司」承辦，負責人為呂忠吉。據法院判詞，「世新大學廣電學系畢業之智識程度，曾任導演、媒體公關、業務人員之工作經歷。被告的日常生活狀況：被告未婚，家有父母、兄長及姊妹，家中經濟小康，目前無業、靠親友接濟」。
《中國時報》查證他的經商背景，「『澄現整合行銷』是他掛名行銷總監，2010年標下高雄市府公車處的『懷舊公車紙票卡』發行案，因涉嫌不當得利，遭檢調單位調查，公司在2013年停業清算。另一家『傑誠廣告』，也同時停業清算，等於3家公司在他承接活動爆出爭議後，都相繼關門。2013年他以100萬元成立『玩色創意』公司，承接多屆彩色派對系列活動，包括2013年高雄西子灣的彩色節音樂派對、2014年的Color Play彩色派對；2014年被高雄市長陳菊禁辦的彩色路跑，也是由他主辦。這回在八仙樂園舉辦的彩色派對，掛名主辦之一的『瑞博國際整合行銷』公司，今年4月才成立，資本額僅100萬元，公司登記周姓負責人，但該場活動實際負責人仍是呂忠吉。呂忠吉屢以自己或他人名義，開『免洗』公司，到處承接多件公家機關或知名國際活動在台執行單位，屢爆爭議仍關關過。」

### 承租場地協議、場地設置
主辦單位以「瑞博國際整合行銷有限公司」的名義向八仙樂園租場，租金共新臺幣90萬元。活動估計約有4,000多人參加，每人門票新臺幣1,000元～1,500元。八仙樂園屬萬海航運集團的董事長家族的私人企業。
音樂舞臺設在「快樂大堡礁」園區裡抽乾水的游泳池內，場地呈現「U字型」（主舞台阻斷另一出入口），估計僅能容600人。該「臨時舞池」與地面高度有二公尺落差，由於人群集中在大窪地內，池壁成了逃生阻礙。

### 使用「彩粉」
呂忠吉購入重量4公噸的色粉，供派對使用。色粉成份為玉米澱粉及各種食用色素，主辦方一直強調「食用級」，然而從未提及粉末的「防火性」。2013年9月主辦方曾撰文自誇其色粉的安全度高、不可能爆炸云云，八仙火災後被翻出鞭撻。惟化學家指出，即使是正常情況下不可燃的物質，只要切割至粉末狀態，因極大表面積，也可能發生粉塵燃燒甚至粉塵爆炸。。
舞台區兩旁各11支機器噴嘴，加上舞台下方6支，共28支機器噴嘴，以二氧化碳噴向玉米粉，令其飄揚於空中。工作人員另以人力操作手提式二氧化碳氣瓶，噴射彩粉；主辦單位也向參加民眾派發用塑膠袋盛的散裝彩粉，自由拋灑。有參與民眾指出，一進舞臺區，「腳踩進去，完全看不到腳掌」。

### 彩粉活動在台灣的歷史
台灣在2013年舉辦彩色路跑首度引進彩色粉末（即2013年台北市大佳河濱公園路跑），但卻被發現路跑結束後因處理不當，導致粉末污染河川，主辦單位遭台北市政府開罰。當時行政院環境保護署就已評估，這類彩色粉末污染粒徑分布，其懸浮物確實對人類健康和環境易有不好影響，如果人體暴露在高濃度細微粉末中，即使是短時間仍會有對健康危害之虞。

## 火災過程

### 派對早段
2015年6月27日，「玩色創意公司」租用八仙樂園的第6、7、8區域舉辦「彩色派對」，八仙樂園水上設施營業至17時，「彩色派對」自16時30分進場至21時結束，兩者門票分售。派對活動內容包括歌手演唱、播放音樂、噴灑色粉、螢光漆及泡沫；參加者由DJ帶動，在燈光、彩粉之中隨歌跳舞。舞台活動主持為貝童彤，藝人金承熙與劉伊心當晚皆有在舞台表演，火災發生時在現場，並拍得多張火災前的照片。19時許，活動流程由「噴灑色粉」轉為噴螢光漆的「夜光秀」環節，若按流程表運作，此後不再噴色粉，也就不會有火災。

### 起火
負責人呂忠吉19時20分離開舞台，自稱是「在樂園裡四處走動勘查撤場動線」。呂忠吉的友人沈浩然為炒熱氣氛，約20時擅自叫已下班的工讀生盧建佑上舞台，兩人在舞台左右兩側用二氧化碳高壓鋼瓶噴射色粉。盧建佑本來負責搬運彩粉和填裝派對螢光漆，工作不以現金支薪，但得以在19時下班並免除新台幣1000-1500的派對門票以一般游客身分參與派對。約20時30分盧建佑第一次操作時朝天噴，因未防高壓鋼瓶的後座力跌倒，他爬起來改以低角度噴射，隨即紫色玉米澱粉（自燃點369°C）被舞台射燈的散熱抽風扇抽入，經表面温度447°C的燈泡引燃。使用1個半小時後的舞台燈燈泡表面溫度已超過玉米粉的燃點。引燃一刻「派對活動現場已使用約3公噸的色粉，舞池區地上已堆積厚達10公分之色粉，色粉濃度達到可燃性濃度。」火舌由燈炮竄向地上色粉。
呂忠吉一再以活動流程表證明他離開舞台後的時間段並沒規劃要噴彩粉、是沈浩然自作主張噴粉末（註：兩者皆屬實），惟刑事判決認定「呂忠吉離開舞台時，復未告知友人沈浩然不要再噴射色粉」。
起火時，舞台下遊客隨DJ「阿莉殺」的音樂起舞。因粉末遮住視線，遊客誤以為是聲光特效和「歡呼」尖叫聲，延緩走避。

### 錯誤滅火，火頭變火海

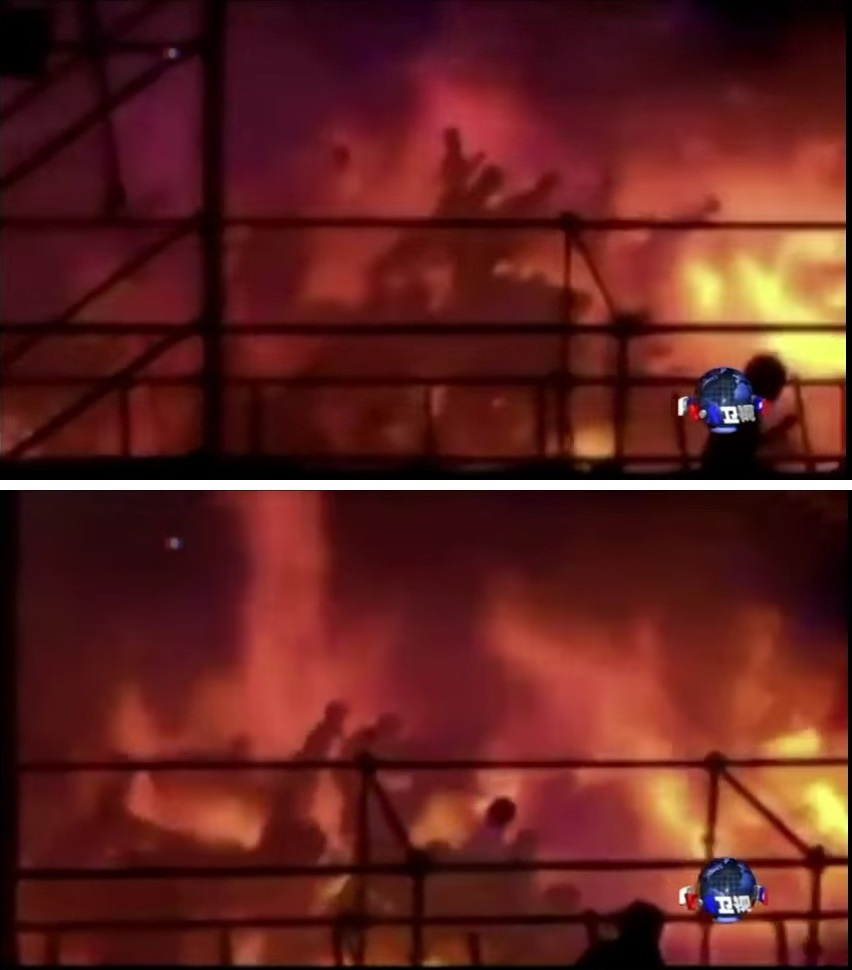
身穿泳衣的青年，在火海中岌岌可危

#### 工讀生誤向人群噴二氧化碳
火勢約6秒後僅剩零星火頭，然而，舞台上一左一右噴射彩粉的工讀生盧建佑與其上級沈浩然二人急著想救人，竟拿二氧化碳高壓氣瓶噴射意圖滅火，反把已沉澱的粉塵攪動起來，零星火苗釀成一片火海，令大量人燒傷。況且，二氧化碳只適用於液體燃料（例如燃油）等B類火，其阻隔氧氣的滅火原理對固體（本案的玉米澱粉）極低效。
燒傷者後來民事起訴盧建佑，指他剛在國立臺灣科技大學電子工程系修畢大一化學和大一化學實驗課，對於他噴出的粉末被舞台燈點燃起火、以及他向燃燒中的粉末噴射「滅火氣體」會擴大粉塵火勢的後果應有注意能力；盧建佑的校友律師指出起訴人沒有舉證該兩課有粉塵燃燒和玉米粉燃點的知識內容，法官對此認同。加上盧建佑的工作本來是搬運彩粉和填裝派對螢光漆，以免除新台幣1000-1500的派對門票方式支薪，事發前一個半小時已下班以一般游客身分參與派對，只是被臨時叫喚上台操作氣瓶，無接受正確安全培訓，法官認定他在法律上無注意能力也無注意義務。

#### 人群錯誤跑動
舞台右側一名年輕女子遭燒傷，一名男子見狀跑上前用衣物拍熄，未料腳步與衣服揚起粉塵（可燃物），令已熄滅的火死灰復燃，該女子因而再度身陷火球。。
消防員指出，好心人奔跑幫忙或者着火者跑動，都會加速新鮮空氣的供應，使身上火勢燃燒得更劇烈。奔逃的過程中，腳步會揚起原本疊積在地上的粉塵，引發燃燒，如同火上加油。「脫下自身衣物想拍熄他人身上的火」，因拍打提供氧氣，造成更大的火勢。拍打與奔跑，帶動更多空氣幫助粉塵燃燒，儘管出於直覺滅火，但錯誤的滅火方式將使傷者傷勢更為重。假若減少肢體擺動，就不會揚起更多粉塵。

### 災場自救
泳裝赤腳的游客全身都暴露在火焰中。因活動場地就是水上樂園，不少遭灼傷民眾趕緊跳進「漂漂河」條狀水池降溫。燒傷者形容「跟地獄一樣，漂漂河裡面都是血，每個人都泡在裡面。」有人則敲破冰箱，將冷飲灑身上降溫，或者在其他地方找來礦泉水灑在身上。工作人員情急下不管患者的傷勢多嚴重，用強力水柱直接近距離噴，「水柱一停，地上一堆人皮。」而現場瀰漫焦味，「全都是烤肉的味道。」
馬偕醫院有一名醫師及六名護理師參加這次「彩色派對」，隨即救人，依傷勢分流，並將重症的傷者扛到明顯處等待救援，並巡視現場各角落是否有被遺漏者，再趕回馬偕院區支援。此外，現場民眾事發後也紛紛立即加入救援行列，事發時現場救護車不夠，民眾甚至合力以戲水用的游泳圈充當擔架將傷者送醫。

### 接送傷者大亂
第一隊到場的是新北市政府消防局龍源分隊，他們接報「八仙樂園舞台發生火警，火已經滅了」，派出15人到場。隊員戴誌毅「一開始他還猜想可能是機房過熱引發失火」、「原本以為只是去支援一般勤務」。戴誌毅看到門口的草皮上已躺滿十多名全身發紅、哀嚎不斷的人，遠處漆黑的小徑上，也接二連三冒出被人用泳圈抬出的傷患，意識到是大量傷患的災難，回報啟動大量傷病患機制；調度中心聽到戴誌毅要求100輛救護車增援，大感錯愕。在大量傷病患機制下，救護車出動144輛次、官方與民間動員共1092人次全力救援（至28日上午8點）。
因現場亂成一片，戴誌毅充當第一位指揮官。499名燒傷者遠超過第一時間趕到的15名消防的預期，初期救災資源不足，不僅救護人、車不夠，連醫療耗材跟檢傷分類票也短缺。慣用的「START」檢傷法亦不適用。戴誌毅說，檢傷人員習慣依據傷者呼吸、循環與意識狀態決定救治順序，但當時攤在眼前的傷患幾乎每個都意識不清，「我用大聲公喊，可以走的人到這裡集合，結果根本沒有幾個人走出來」，加上現場昏暗、傷患四肢多有高度灼傷，救護人員看不到、也摸不到動脈；放眼望去，全是得優先送醫的重度傷患。
因為缺乏乾淨紗布覆蓋傷口，許多大面積灼燒的傷患開始失溫。戴誌毅情急之下請救生員至鄰近的大唐溫泉求助。十多分鐘後，這幾位救生員推著堆積如山的礦泉水跟毛巾回來，足以支應現場所有傷患。

### 事件性質：火災，不是爆炸
火災被傳媒誤報為「粉塵爆炸」，台北馬偕紀念醫院急診內科主任解晉一趕到最靠近八仙的淡水馬偕紀念醫院，「看到許多年輕病人身上大範圍燒燙傷破損的傷口，但其實那時，心裡卻也放下一塊大石頭，本來看電視新聞跑馬燈寫『爆炸』，以為傷患全是斷肢殘臂、內臟破裂，還一度忐忑院內開刀房、血庫存量不夠用。」
中央研究院化學所的江明錫指出，粉塵爆炸是「發生在密閉室內、氣體因遇熱快速膨脹」，事發時沒有該現象。多名消防員亦撰文澄清是粉塵火災，不是粉塵爆炸。最高行政法院的判詞稱之為「塵燃事件」。

### 被排除的火災成因
媒體曾懷疑三個引燃可能性，皆被鑑定報告否定：一，「靜電引燃粉末」說，但當天八里區的相對濕度約為81%，而濕度只要達50%靜電就無法引燃。二，「拋棄地上的香菸蒂引燃引燃粉末」說，但香菸即使在吸食時表面溫度也僅約300°C，未達紫色彩粉自燃點。三，「打火機引燃」說，但據錄影畫面該區域未見有人使用。另外抽煙的嘉賓藝人被媒體追究，串場的DJ MC KZ叼著一根菸上台，「現場不是禁菸，怎麼大剌剌地抽呢？」

## 曝露安全問題

### 自動檢票機阻擋逃生
燒傷者湧向正門逃生，救護車亦擠在正門，惟正門有自動檢票機阻攔，無逃生能力的200餘名傷患，大多靠泳圈運送，經4-6人合力抬高，才能跨過自動檢票機，送上救護車，拖延救援。後來傳媒報導，災區旁就有一道後門，可是樂園沒告訴救援人員，令救援時間白白浪費。

### 未規劃救護車路線，人車爭道
警察、消防批評，場地沒規劃「災害後送動線」，救護車被塞在園區外車道，開到園區入口短短30米，竟然走了10分鐘。第一批救援車發現災場在園區深處，「躺在地上哀號的傷者至少百名以上，但園區內通路狹窄彎曲、標示不明，許多遊客為逃離現場，互相推擠拉扯，甚至有人遭踩踏，救護車須與人爭道，即便順利載到傷者，卻又因蜿蜒路線拖了半小時才送出。」「自行就醫與自行逃離的民眾，與來找孩子的人和車在入口處擠成一團。救護車必須與人爭道，活動會場沒急救設施、擔架，也沒工作人員指揮。」

### 泳池內難以往上逃
舉辦派對的場地是抽乾水的泳池，人群集中在這個大凹槽內「噴粉」，爆炸發生後，由於池底與地面約有2公尺落差，也成為逃生阻礙。抽乾的泳池內預計只能容納600人，當晚入園人數約4,000人，導致事故發生時，擠在泳池內的人無法及時逃生，反而是許多擠不進去、站在泳池高台的遊客逃過一劫，而搶進舞池區內的人則不幸成了重傷區傷患。

### 活動負責人未研擬安全措施
按刑事裁決書，如採取以下三項措施，「即有防止火災發生之可能，詎呂忠吉因確信彩色派對不會發生火災，致疏未注意而未採取」：「告知現場人員色粉有發生火災之危險及防止其發生之注意事項」、「採取隔離色粉（可燃物）與舞台燈光（熱源）之適切措施」、「做好場控，控制現場色粉之用量及控管舞台上使用二氧化碳鋼瓶噴射色粉之人員、時間、次數、數量」。

## 救治
半個月後尚處於病危計237人。97%出院病人持續接受全民健保門診治療，其中半數同時接受復健治療，僅3%病情較輕或外籍人士無後續就醫紀錄。
燒傷499人死亡15人，死亡率比歐美先進國家類似案例低非常多，特別是燒傷達90%的死亡率只有美國一半。醫療團隊代表被邀請至歐、美、新加坡等地交流心得，被譽為台灣醫療奇蹟。

## 燒傷

### 傷亡統計
士林地方檢察署起訴書僅認定84人重傷、382人普通傷害，士林地方法院考慮了深度、面積，以及具體部位對生活作息之影響，擴大了重傷資格，裁決認定331人重傷、135人普通傷害。6月27日公布入院名單，因轉院重複計算在6月28日修訂名單，共計498人（男246人，女252人），其中中華民國籍485人。據衛福部統計，平均燒燙傷面積約44%。
國籍方面，入院的外國人有英國1人、美國1人、日本2人、馬來西亞2人、新加坡1人，另1位南非人傷勢輕很快返家；其中傷勢較為嚴重的是日本2人、馬來西亞2人及新加坡1人，以上資訊由中華民國外交部亞太司長常以立在6月30日確認。中國大陸籍兩名，均為台灣交通大學的碩士生，都是女生。
香港方面有6人，其中3名是上海某國際學校的女生，與同校1名新加坡女生在高中考試後到台灣畢業旅行；另一人為台灣某大學女生，一女生為旅遊，一人不詳。
職業方面：行政院人事行政總處統計，八仙樂園彩色派對火災裡有35名有軍公教身份。据教育部統計，高中生21人、高職生和技專生163人、大學生69人入院，另有4名教師入院；其中255名有學生身份。。據國防部統計，有18名休假國軍官兵受傷。
傷患分送台灣各地52家醫院。時任總統馬英九探病，重傷者父親朱氏哭着說：「我女兒比你女兒還漂亮，燒得滿身都是，女兒快死了；女兒才滿18歲就發生這種事情，復健不得了，書都不能讀了，一生都毀了。」

### 倖存者身心經歷
2016年4月士林地方法院在判詞描述：
1. 「倖存之被害人，有些因截肢而喪失機能；其他多數被害人亦因二度至三度大面積燒傷，歷經清創、換藥、植皮手術，承受生不如死之疼痛，且隨著疤痕增生攣縮，需進行多次皮膚修整重建手術，每日復健更需忍受皮膚拉扯之疼痛，治療及復健過程極其艱辛漫長，又燒傷部位無法排汗，痛癢難耐，承受諸此種種生理層面難以忍受的煎熬。
2. 又多數被害人經手術治療及復健，肩、肘、腕、膝、踝等關節及手指、腳趾之原有機能，亦難以完全治癒而回復正常，影響日常生活自理能力，不僅無法過正常生活，對未來求學、工作就業均產生極大之困難與障礙，信心低落；
3. 長期穿著壓力衣及疤痕外觀更需面對外界異樣眼光，塵爆場景更是揮之不去的夢魘，或有自責拖累家人，諸此種種心理層面的創傷亦不可言喻。被害人家屬日夜照顧被害人，擔憂難過，身心亦承受巨大的壓力，被害人汪挹藩之父親即因壓力過大而自殺。」

7月18日，20%皮膚燒傷汪姓傷患的63歲父親汪幼青，在老家上吊身亡。汪幼青曾向家人感嘆，照顧兒子身心俱疲，也擔心後續龐大的醫藥費。 

## 訴訟

### 刑事
刑事方面，宣判呂忠吉三審定讞業務過失致死罪五年（最高度刑），其他嫌疑人，包括三名八仙樂園管理層及噴粉直接導致起火的工讀生盧建佑、擅自將盧建佑叫上台噴粉的沈浩然，在2019年11月確定全案不起訴。

### 民事

#### 釀火的工讀生
2015年10月士林地方檢察署不刑事起訴工讀生盧建佑，燒傷者不服，2020年民事起訴他，2023年被駁回。

#### 派對負責人

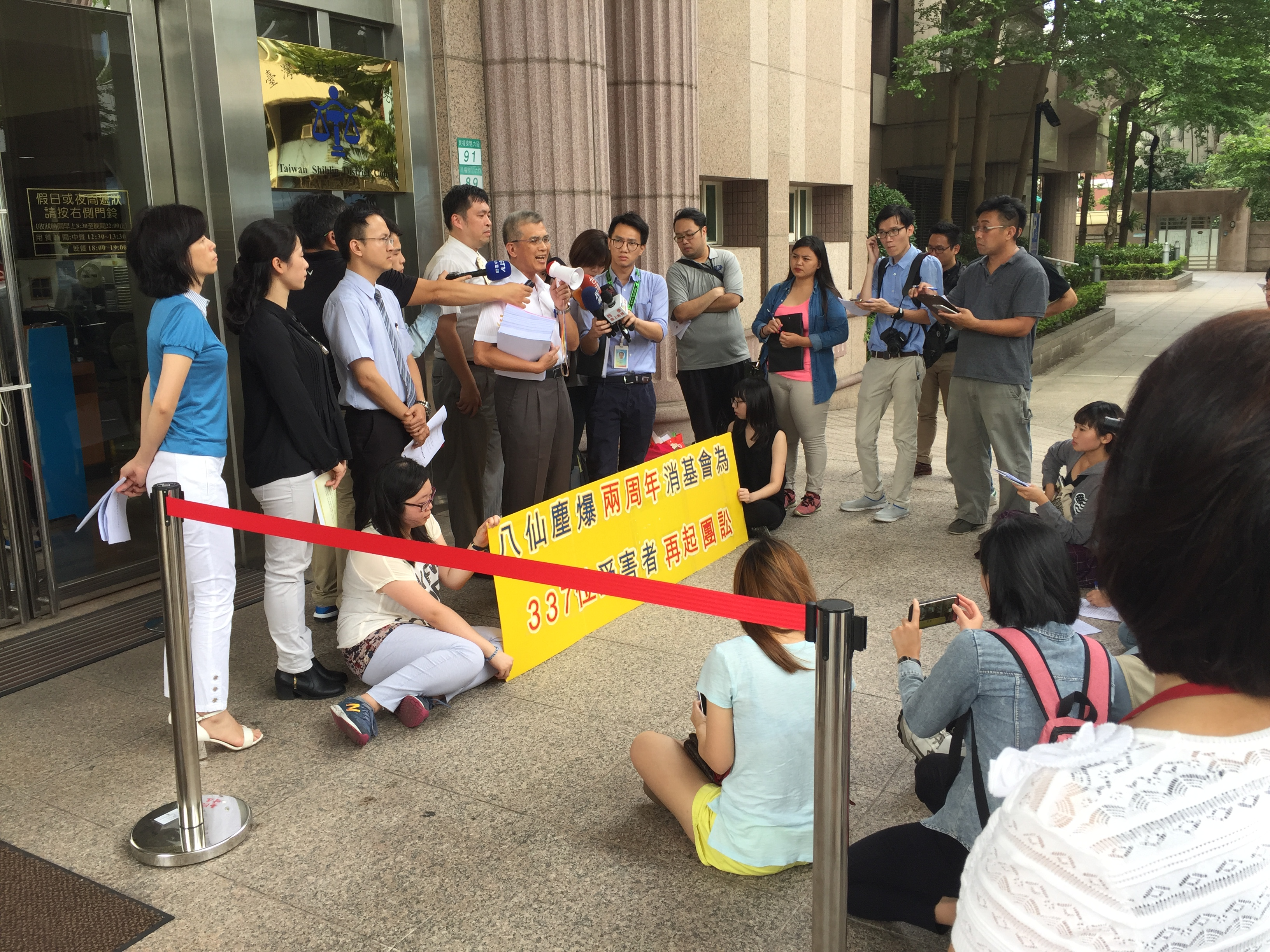
二周年，消基會為受害者團體訴訟。

賠償訴訟有團體訴訟2件（由消基會代表435人），至今尚在一審；未參與團訟的，43名被害人分為15案提起訴訟，共1億3962萬多元，至2020年6月宣判了2件。

#### 八仙樂園財產暫管
為免被告轉移資產逃避賠款，八仙樂園與派對負責人呂宗吉被財產暫管（台灣慣稱「假扣押」）。三波行動共扣押：八仙樂園公司資金1.69億、八仙樂園75筆土地及5筆建物，市值45億、陳柏廷名下財產5.07億。被扣押多數是八仙的資產，僅120餘萬元是呂的公司資產，而呂的名下財產竟是0元。不過扣押的金額太低，不足以賠償每人數百萬的賠款。
2024年7月26日，台湾最高法院认定八仙乐园需负连带损害赔偿责任。

### 行政處分
士林地檢署在2015年10月16日偵結本案，無公務員被追究刑事責任。2017年11月9日，16名受害者家屬提起1億2,000萬元之國家賠償訴訟，指控八仙樂園「快樂大堡礁」（游泳池）未取得使用執照、消防局未公告管制噴放可燃性微細粉末，以交通部觀光局、新北市政府與內政部消防署怠於執行職務，求償新台幣1億2000萬元。至2020年6月上訴中。在2019年10月一審駁回。

## 掀出醜聞

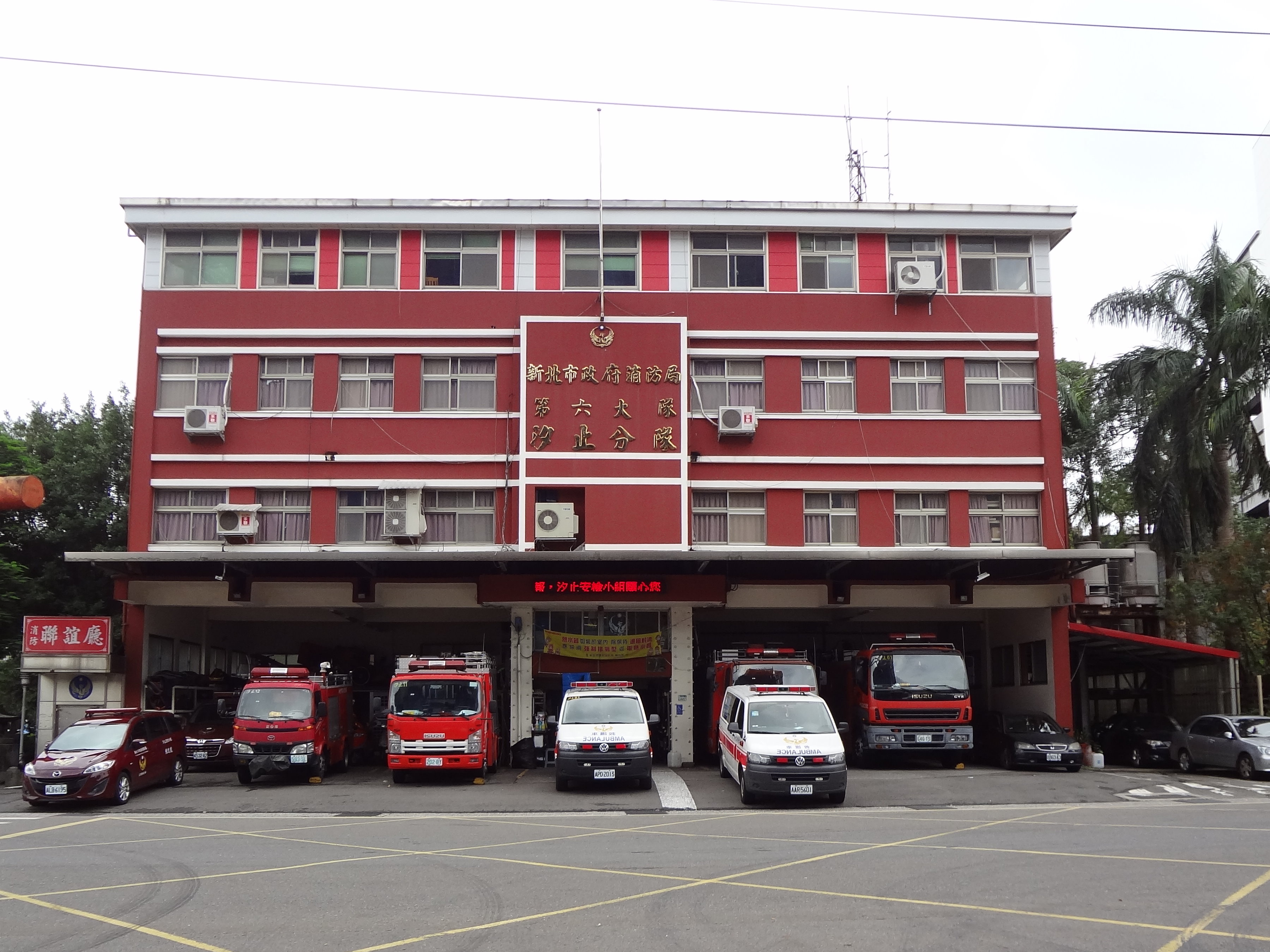
台灣消防

### 火災前一個月的「消防檢查」、「救難演練」胡混通過
2015年5月19日八仙樂園由新北市政府消防局做消防安全設備檢查，6月18日八仙樂園進行「緊急救難及醫療急救系統演練」，兩者都予以通過。然則6月27日八仙樂園火災時，樂園方的消防應變與救難廣受批評。督導的公務員沒受行政處分。
5月19日，八仙樂園由新北市政府消防局做消防安全設備檢查，緊急廣播設備合格，消防水龍與滅火器操作亦合格。惟真的發生火災時，工作人員手腳大亂，「在園區部分第一時間沒有廣播，造成民眾不知道去做逃生或是說去哪裡做處置」，新北市第三救災救護大隊副大隊長張志民批評。記者發現，八仙工作人員在消防檢查時，消防水龍與滅火器的操作都有消防員在旁陪同，真的火災時就忘了操作。
6月18日「救難演練」在後來受兩點批評：一，不包含大型災難演練；二，包含的演練內容也胡混通過。下分述之。一，演練模擬緊急通訊、跌倒、骨折、溺水等四種危難情況。其中市消防局支援後兩項——骨折和溺水，惟演練僅假設只有一名傷者，沒有統籌如何大規模急救，也沒有訓練如何送出大量病患逃離現場，記者謂「安檢全破功」。
二，演練內容是包括了「消防車由側門的員工出入口駛進」一項，惟6月27日彩色派對發生火災，消防車到場發現側門路線狹小、阻礙物多，無法出入；由於這演練乃由新北市政府觀光旅遊局督導，另有市消防局和市衛生局派出科員列席共七人，並於火災前一天6月26日簽發「安全維護檢查紀錄表」——一份評估樂園能否營業的文件——並批上結論意涵含糊的「准予備查」，6月27日火災後士林地方檢察署傳召相關科員質詢「『准予備查』究竟是合格或不合格」，他支支吾吾。最終無任何公務員為此而受行政處分。

### 八仙樂園沒執照、轉租國有土地
派對所在的游泳池屬「快樂大堡礁」園區，該園區土地在土地使用分區裡應屬農業用地，所以園區是違法建築應被取締；違法建築的園區自然未能申請游樂設施執照，卻一直違法經營；而且該農業用地乃國有土地，契約禁止轉租他人，派對本不應租得到該場所。
代表燒傷者的法律扶助基金會律師團在2017年5月表明，八仙樂園應負建築法刑責：觀光局在2005年核准八仙觀光遊樂業執照的面積是12.3166公頃，至2014年實際面積是31.58公頃，這些違規開發的土地被設置「快樂大堡礁」等八項玩水設施。其次，八仙樂園的土地是向財政部國有財產署租地，租約規定，對租賃基地不得作違背法令規定使用；不得將租賃基地轉讓或轉租他人。2015年彩色派對火災在「快樂大堡礁」，換言之，八仙在沒執照地域設置遊樂設施，又違反契約轉租國有土地，違反建築法第91條第2款「建築物所有權人、使用人應護建築物合法使用與其構造及設備安全，若違法使用致他人於死者，應處1年以上、7以下有期徒刑」。
財政部國有財產署指出，觀光局認定八仙舉辦派對，沒有依規定報請同意，就抽乾游泳池出租約，按契約在2017年3月提前終止租約、歸還土地。

## 醫療支出

### 全民健康保險
2015年6月30日，衛生福利部中央健康保險署（健保署）表示，此次事故中的所有傷者，自6月27日至9月30日期间三個月的医疗费全免，包括了健保不涵蓋的項目，如自行負擔費用、病房費差額及救護車、掛號費、膳食費及診斷書等全數費用；但看護、喪葬與醫美等項目費用不算在內。上述款項由健保署墊付，再向新北市政府申請專案補助，新北市政府再以善款和求償所得還款。全免對象包括未參加全民健康保險的非臺灣籍人。
一年後，健保署在2016年6月21日公布，「至今健保給付醫療費用計7.65億點，其中住院費用7.47億，門診費用0.18億點。健保署代新北市政府墊付2015年6月份至9月份「非健保給付項目自付費用(含部分負擔及外籍人士非健保保險對象之醫療費用)」計1.29億元，新北市政府已全數歸墊。」這一年間的7.65億醫療費（約合美元2,400萬），除開499傷者，平均每人153萬（約合美元4.8萬）。健保署在2015年6月預估每人200萬元。
健保署民事起訴八仙樂園與派對負責人，對醫療費用代位求償。不過，健保署醫務管理組專委張溫溫坦言，基於《健保法》的規定，代位求償只針對事件發生後1個月內的費用，因此健保雖然支出7.65億元，但只能求償第1個月支出的4.36億，因此餘下3.29億元「早就依法全民買單」。最終，法院裁定停止訴訟，因為應先扣除支付受害人有餘額後，才輪得到健保署，由此健保署官員坦承錢第1個月支出的4.36億也要不到。

### 責任保險
提供場地的八仙樂園所投保公共意外責任保險是向泰安產險承保，單一事件承保額2,000萬元，每一傷亡理賠上限是500萬元；主辦單位瑞博國際整合行銷在事前則向蘇黎世保險投保公共意外責任險3,000萬元，每一傷亡理賠上限是300萬元。傳媒分析，指蘇黎世產險將視乎主辦單位的責任鑑定結果理賠；至於八仙樂園是承租場地，八仙未遭刑事起訴，泰安不用賠，但泰安遵守承諾捐出2,000萬元協助受害人。

### 政府補償與善款
求償訴訟至2020年6月尚在審理，法律上受害者據《犯罪被害人保護法》向士林地檢署請領「犯罪被害補償金」（涵蓋醫療費、殯葬費、扶養、減少之勞動能力、精神撫慰金），由犯罪被害人保護基金及法務部編列預算支付，至2020年6月共已發放4億4282萬317元。
各界善款總計17億餘元（至2020年6月），由新北市政府社會局統籌分配，至2020年6月僅剩100~200萬元。至2016年5月時，已支出11億餘元給受害者和家屬，用於生活照顧費、往生慰問金和陪伴照顧費等；其餘將予功能性、永久性損傷的傷者，支持其復建。
另外，火災轄地主管部門與場地出租方亦捐出慰問金。新北市市長朱立倫指示，新北市政府社會局不論是否戶籍在新北市，凡重傷者先發放慰問金新臺幣一萬元，輕傷者五千元。。八仙樂園總經理陳慧穎捐1億元成立公益信託基金幫助傷者。

## 爭議
政府、醫院、場地方、燒傷者家屬對此的應對，造成相當爭議。

## 影響

### 各地禁止彩色粉末路跑
- 中国：沈阳、重庆和上海原定在2015年7月、9月的The Color Run（英语：The Color Run），均被主辦方取消。[115][116]。
- 香港：食物及衛生局局長高永文回答香港立法會兩條急切質詢，又匯報了該年7月和12月在香港亞洲博覽館舉辦的顏色派對活動分別被主辦方延期和取消。[117][118]
- 大韓民國：京畿道知事南景弼在2015年6月30日于仁川港举办的彩色路跑，暂停报名。[119][120]
- 臺灣：內政部於2015年7月10日發出內政部公告，「於公共場所[...]，噴放可燃性微細粉末之行為，為《消防法》第14條易致火災之行為，主管機關應不予許可。」[121]
- 马来西亚：檳城州首席部長林冠英在2015年7月2日宣布該州禁止使用含化學成分的彩粉活動。[122]
- 泰國：泰國首相於2015年6月29日宣布即刻禁止彩色粉塵活動[123]。
- 日本：原定2015年7月12日於北海道石狩灣新港（日语：石狩湾新港）舉辦的彩色路跑被取消；9月在水戶市、10月在富山市的路跑，暫停報名。[124]

### 樂園停業

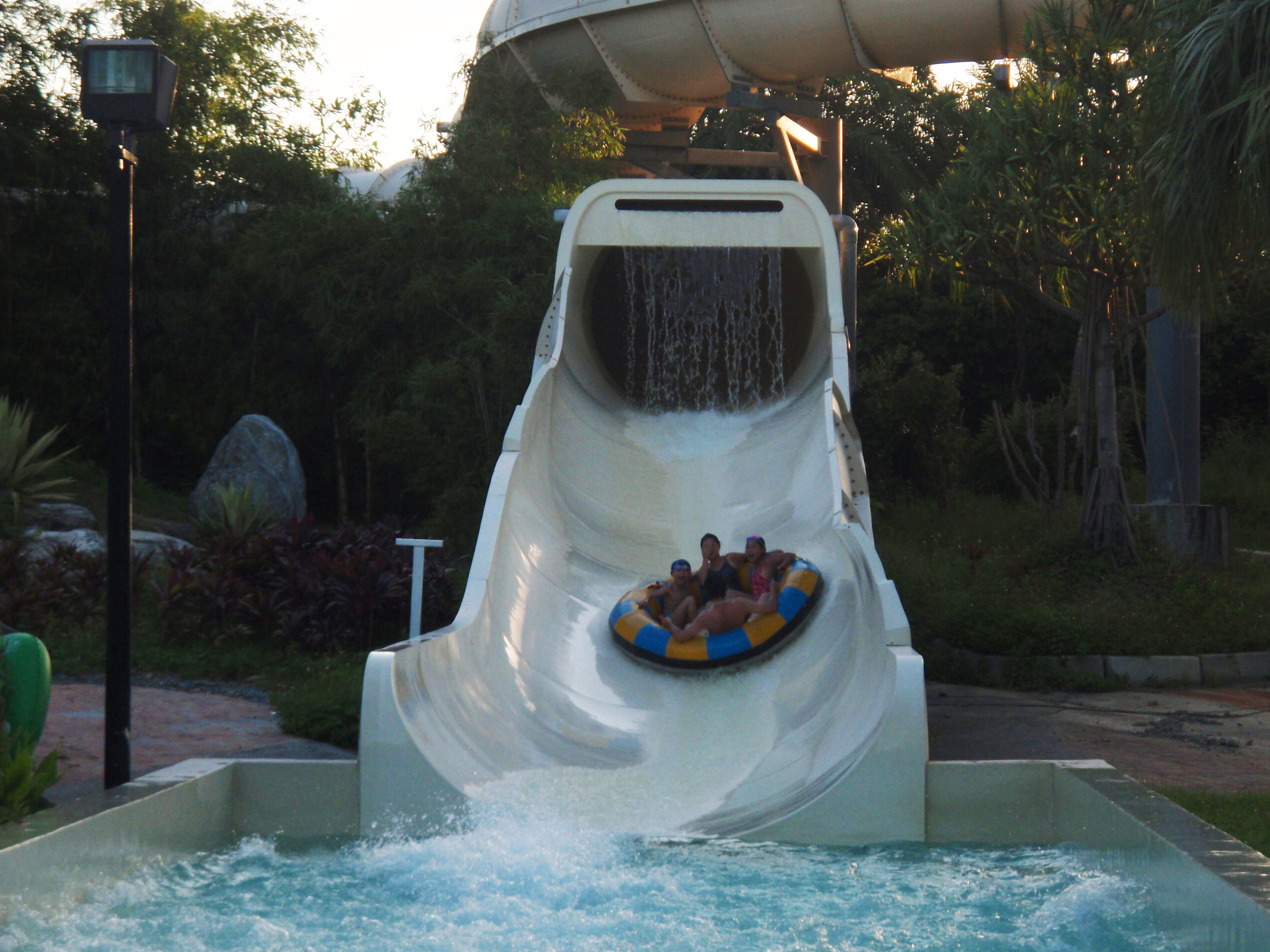
八仙樂園「幽浮迷航」水泡滑水道

八仙樂園在火災後受新北市政府行政訟訴困擾，停業空置破敗。三立新聞網2018年6月評論「一起公安意外，至今三年，三方沒能達成共識。家屬尚未得到應有賠償，市府和業者還在訴訟當中，樂園為此卡關停擺，想玩的民眾也湧入八仙臉書粉絲頁留言『還我八仙』、『什麼時候復業？』。樂園周圍店家更是被迫倒閉，夏日蓬勃商機瞬間歸零，少了人潮進出八里，也減少當地許多工作機會，這樣的結果，看來全民皆輸。」
在八仙樂園對面賣檳榔的業者感嘆，到八仙玩的遊客都會買檳榔及飲料，火災後只能靠老客戶及路過的大車司機來維持生計，生意差了3、4倍。附近賣魩仔魚的業者表示上門的客人幾乎都是鄰居，遊客不太會來買生鮮魚貨，因此八仙樂園停業對店內生意並未造成太大影響；但周邊的泳裝店及餐飲店很多已倒閉。附近商家指八仙樂園本來為八里當地帶來很多就業機會，停業後許多年輕人只好到外地工作。

### 修訂法規
台灣
- 責任險保險額度被提高：2015年9月交通部，將每人身體傷亡給付由200萬元提高至300萬元，每一事故身體傷亡給付從1,000萬元調整為3,000萬元，財產損失維持200萬元，保險期間總保額從2,400提高至6,400萬元。修正條文規定辦理特定活動，應另再投保單一活動3,200萬元的責任險，總投保最低金額9,600萬元。（《觀光遊樂業管理規則》新規）[127][128]
- 「特定活動」要提交安全管理計劃：2015年11月15日起，交通部規定舉凡施放天燈、產生火焰或火星等方式的表演、爆竹煙火、載人熱氣球、路跑等「特定活動」，應於活動前30日檢附含有動線管制、交通疏散、緊急救援、及投保文件的安全管理計畫，報請地方主管機關核准；未來若再發生像八仙的意外，仍由地方政府負責，觀光局依舊只是備查單位。（上據《觀光遊樂業舉辦應報經核准特定活動之檢附安全管理計畫》）[127][128]

- 「大型群聚活動安全管理要點」：2015年11月內政部將聚集1000人以上、持續2小時以上定義為大型活動，適用對像為各級政府機關、公營事業機構及公私立學校辦理之大型群聚活動，「希望」各縣巿自行立法。不過這被批評只是「做樣子」，因為 《大型群聚活動安全管理要點》僅規管縣政府和學校活動，不管私人，八仙樂園事故不在規管範圍[129][121][130]

- 例如新北市的草案，規範了體育競技活動、演唱會、音樂會、展銷會、人才招募會、博覽會、燈會、花會、廟會、煙火晚會、民俗節慶、台灣原住民慶典等活動。
- 其他縣市各自立法情況，報導參見：新北市、花蓮縣、桃園市、台中市、宜蘭縣、屏東縣、高雄市、彰化市等。

- 另外，臺北市政府法務局修《台北市消費者保護自治條例》，擴大投保公共意外責任險之消費場所範圍，將無建築物之消費場所納入應投保之範圍。將每人身體傷亡由新臺幣300萬元提高至600萬元、保險期間總保險金額由新臺幣3400萬元增至6600萬元。[131]

中國
2016年5月2日中國大陸公安部實行《大型群众活动中彩色粉末使用的规定》推荐性标准，规定了活粉末须符合美國材料和試驗協會ASTM E1226标准的「粉尘云可燃性测试方法」。

## 相關戲劇
- 2016年，大愛電視《天使的身影》
- 2025年，大愛電視《院長爸爸》第一集~第三集

## 外部連結
派對參加者GoPro第一視角
Ken TV. . YouTube. 2020-05-22  [2020-07-29]. （原始内容存档于2020-06-26） （中文（臺灣））.（起火後亂況見39分）
新聞圖集
. 台灣小站. 2015-06-27  [2020-06-26]. （原始内容存档于2020-06-09） （中文（臺灣））.
主辦方facebook頁
Color Play Asia - 彩色派對. . Facebook. 2015-04-15  [2020-06-13]. （原始内容存档于2015-07-10） （中文（臺灣））.
媒体报道专题
. 願景工程青年工作室. （原始内容存档于2022-01-29） （中文（臺灣））.